# Sabah Al Salem Stadium
Sabah Al Salem Stadium – wielofunkcyjny stadion w stolicy Kuwejtu, mieście Kuwejt (w dzielnicy Mansouria). Został otwarty 5 stycznia 1979 roku. Może pomieścić 22 000 widzów. Swoje spotkania na stadionie rozgrywają piłkarze klubu Al-Arabi. Obiekt gościł spotkania piłkarskiego Pucharu Azji 1980.